# Rhinanthus colchicus
Rhinanthus colchicus är en snyltrotsväxtart som beskrevs av I.T. Vassilczenko. Rhinanthus colchicus ingår i släktet skallror, och familjen snyltrotsväxter. Inga underarter finns listade i Catalogue of Life.